# Дача Казаса «Рів'єра»
Дача Казаса «Рів'єра» — дача в Євпаторії, Крим. Будинок збудований на початку ХХ століття і є пам'яткою архітектури й містобудування місцевого значення.

## Розташування
Дача розташована в центральній частині Євпаторії у берега Чорного моря. Запроєктована в першому «курортному районі», розташована тепер за адресою: місто Євпаторія, Набережна Горького, 8. За цією є ж адресою розташовані Дача Кривицького «Остенде» та Дача Бобовича «Джаліта» — вони разом входять до складу санаторію «Ударник».

## Опис будівлі
Будівлі дачі притаманна євпаторійська модерна архітектура, а сам проєкт, за визначенням місцевих краєзнавців, приписується архітектору Павлові Сеферову. Фасад дачі повернений назовні, в бік вулиці. На території збереглося кілька насаджень, якими створювався затишок внутрішнього дворика та укріплявся ґрунтовий покрив.

## Історія
Достеменно невідомо, хто такий Бобович, що спонукало його побудувати дачу в Євпаторії. Та за переказами тих часів уже в 1910 році дача була заселена. Дослідники Євпаторії, приглядаючись до архітектурних елементів та стилю, стверджують, що автором-архітектором будівлі був відомий євпаторійський архітектор вірменського походження Павло Якович (Богос Акопович) Сеферов.

### Розквіт маєтку
Розквіт маєтку припав на часи Першої світової війни. Коли велика кількість ранених та травмованих російських офіцерів були спрямовані до Криму щоби поправити їхнє здоров'я. Контраст між лихом війни та відпочинком у поєднанні з цілющими властивостями грязекурорту та моря популяризував Євпаторію. Відтак власники маєтків радо віддавали свої будівлі під пансіони для військових, хоч частина з них так і не виживала.

### Курортний комплекс у радянські часи

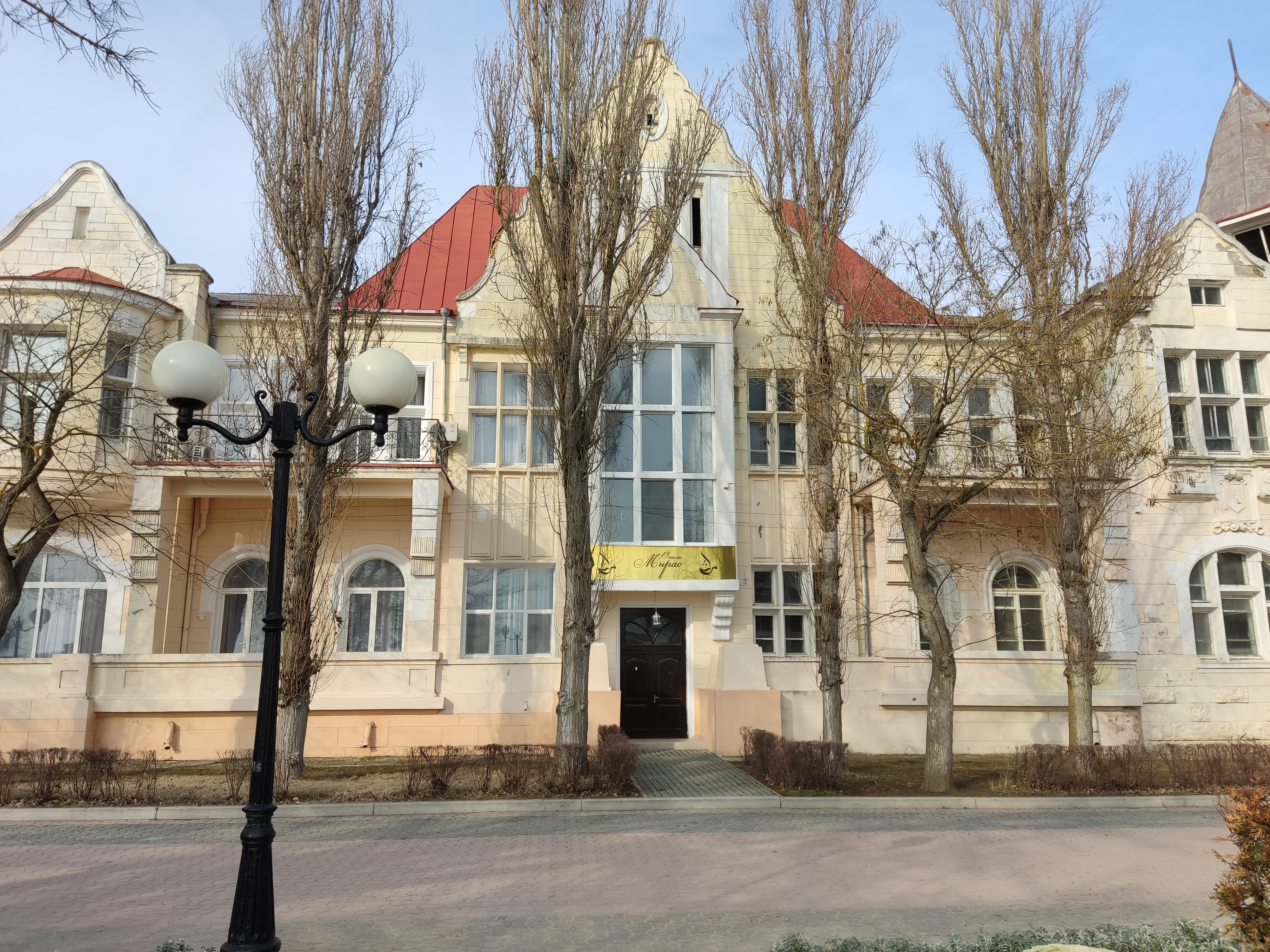

Радикальні зміни: революція в Росії, розвал імперії та Громадянська війна та захоплення влади більшовиками, довели власника до її втрати. Як наслідок, на початку 20-х років ХХ століття маєтність Кривицького націоналізовано.
Тривалий час безгосподарчого його використання і пограбунків, негативно відобразилося на самій будівлі. Вона почала занепадати, руйнуватися, тоді місцеві партійні керівники звернулися до численних трудових колективів Країни Рад взяти під шефство більшість «націоналізованих в буржуїв» дач і маєтків. Таким чином, в місті зародився всесоюзного значення курорт, а з 1925 року, в дачі почав працювати корпус санаторію «Ударник».

### Сучасність
Постановою Кабінету Міністрів Кримської автономної області України, дача Казаса «Рів'єра» належить до пам'яток архітектури та містобудування і охороняється чинним законодавством. Оскільки уже склалася традиція, що ця будівля уже майже сотню років належала курортному закладу, то будівлю не відчужували до міського майна, а закріпили за відомим санаторієм, який і опікується збереженням, реставрацією й утриманням споруди. Наразі дача Кривицького розташована на території курортного центру «Перемога» санаторію «Ударник»
У приміщенні дачі розташований корпус лікувального закладу. Тут хворі лікують: захворювання органів дихання (нетуберкульозного характеру), кістково-м'язової системи, нервової системи, системи кровообігу, гінекологічні захворювання, шкірні захворювання, захворювання опорно-рухового апарату, захворювання сечостатевої системи.